# Friedrich Lange (Politiker, 1791)
Friedrich Karl Lange (* 17. Juni 1791 in Wetzlar; † 28. Oktober 1859 in Schlitz) war ein deutscher Politiker, der als Abgeordneter in der 2. Kammer der Landstände des Großherzogtums Hessen saß und den Titel eines Hofrats führte.
Friedrich Lange war der Sohn des gräflich leiningischen Hofrats Johann Friedrich Ludwig Wolfgang Lange (1760–1836) und dessen Ehefrau Anna Elisabeth Lange geborene Schnorr (1763–1834). Lange, der evangelischer Konfession war, heiratete Elisabeth geborene Sandmeister aus Hersfeld. Er wurde 1828 zum Hofrat ernannt und 1831 Rat beim Konsistorium Schlitz.
Von 1851 bis 1856 gehörte er der 2. Kammer der Landstände an; er wurde für den Wahlbezirk Oberhessen 7 / Lauterbach gewählt.